# 벨루스 (이집트인)
벨루스(고대 그리스어: Βῆλος Bêlos[*])는 그리스 신화의 인물로, 이집트의 왕이자 아이깁토스와 다나오스의 아버지이며 (일반적으로)아게노르의 형제였다. 벨루스의 아내는 아키로에 또는 시데 (페니키아 도시 시돈의 어원)로 알려져 있다.

## 가족
벨루스는 포세이돈과 리비아의 아들이었다. 또한 리비아의 아들이자 이집트의 지배자이며 헤라클레스에게 죽임을 당한 부시리스와 동일인물로 여겨지기도 한다. 하지만 헤라클레스는 페르세우스의 증손자이므로 벨루스보다 여러 세대 후의 인물이다. 아래 아르고스 계보를 참조하라.
아폴로도로스는 또한 아게노르가 벨루스의 쌍둥이 형제라고 주장했다. 벨루스는 이집트를 지배했고, 아게노르는 페니키아의 시돈과 티레를 지배했다. 벨루스의 아내는 강신(江神) 닐루스의 딸인 아키로에로 알려져 있다. 벨루스는 쌍둥이 아이깁토스와 다나오스를 낳았다. 나중에 아이깁토스는 이집트와 아라비아를 지배했고, 다나오스는 리비아를 지배했다. 아폴로도로스는 에우리피데스가 케페우스와 피네우스를 벨루스의 추가적인 아들로 추가했다고 말한다.
헤시오도스의 여인들 목록에 따르면, 벨루스는 또한 헤르마온, 즉 헤르메스가 아라비오스의 아버지였다는 딸 트로니아의 아버지였는데, 아마도 아라비아의 어원일 것이다.
아테네의 페레키데스에 따르면, 아게노르(벨루스의 형제, 그녀의 삼촌)와 결혼하여 포이닉스와 이사이에, 멜리아라는 두 딸을 낳은 담노라는 딸이 있었는데, 이들은 각각 벨루스의 아들들(그들의 사촌)인 아이깁토스와 다나오스의 아내가 되었다. 또 다른 자료에서는 아게노르와 결혼한 벨루스의 딸이 안티오페라고 한다.
일부 자료에서는 벨루스가 라미아의 아버지라고 하며 안토니노스 리베랄리스는 그가 님프 오리티아와의 사이에서 티아스 (스미르나의 아버지)의 아버지라고 언급한다.
논노스는 벨루스가 피네우스, 포이닉스, 아게노르(카드모스의 아버지로 식별됨), 아이깁토스, 다나오스라는 다섯 아들을 두었다고 하지만, 논노스는 다른 곳에서 피네우스를 카드모스의 형제로 묘사한다. 논노스는 카드모스가 벨루스를 "리비아의 제우스"로 식별하고, "새로운 아스비스테스 제우스의 목소리"를 언급하는데, 이는 아스비스테스에 있는 아몬 제우스의 신탁을 의미한다.
| 관계 | 이름              | 출처       | 출처       | 출처         | 출처         | 출처       | 출처     | 출처         | 출처       | 출처     | 출처         | 출처       | 출처   | 출처       | 출처 |
| 관계 | 이름              | 헤시오도스 | 페레키데스 | 아이스킬로스 | 에우리피데스 | 헤로도토스 | 스트라본 | 아폴로도로스 | 디오도로스 | 히기누스 | 파우사니아스 | 안토니노스 | 논노스 | 트제트제스 | 불명 |
| ---- | ----------------- | ---------- | ---------- | ------------ | ------------ | ---------- | -------- | ------------ | ---------- | -------- | ------------ | ---------- | ------ | ---------- | ---- |
| 관계 | 이름              | 에호이아이 | 페레키데스 |              |              |            |          |              |            |          |              |            |        |            |      |
| 부모 | 포세이돈과 리비아 |            |            |              |              |            |          | ✓            | ✓          | ✓        |              |            | ✓      |            |      |
| 부모 | 리비아            |            |            |              |              |            |          |              |            |          | ✓            |            |        |            |      |
| 아내 | 아키로에          |            |            |              |              |            |          | ✓            |            |          |              |            |        |            |      |
| 아내 | 오리티아          |            |            |              |              |            |          |              |            |          |              | ✓          |        |            |      |
| 아내 | 시데              |            |            |              |              |            |          |              |            |          |              |            |        |            | ✓    |
| 자녀 | 트로니아          | ✓          |            |              |              |            | ✓        |              |            |          |              |            |        |            |      |
| 자녀 | 담노              |            | ✓          |              |              |            |          |              |            |          |              |            |        |            |      |
| 자녀 | 아이깁토스        |            |            | ✓            | ✓            |            |          | ✓            |            | ✓        | ✓            |            | ✓      | ✓          |      |
| 자녀 | 다나오스          |            |            | ✓            | ✓            |            |          | ✓            |            | ✓        |              |            | ✓      | ✓          |      |
| 자녀 | 케페우스          |            |            |              | ✓            | ✓          |          | ✓            |            |          |              |            |        |            |      |
| 자녀 | 피네우스          |            |            |              | ✓            |            |          | ✓            |            |          |              |            | ✓      | ✓          |      |
| 자녀 | 안티오페          |            |            |              | ✓            |            |          |              |            |          |              |            |        | ✓          |      |
| 자녀 | 티아스            |            |            |              |              |            |          |              |            |          |              | ✓          |        |            |      |
| 자녀 | 포이닉스          |            |            |              |              |            |          |              |            |          |              |            | ✓      | ✓          |      |
| 자녀 | 아게노르          |            |            |              |              |            |          |              |            |          |              |            | ✓      | ✓          |      |
| 자녀 | 니노스            |            |            |              |              |            |          |              |            |          |              |            |        | ✓          |      |

## 신화
디오도로스 시켈로스는 벨루스가 유프라테스강에 식민지를 세웠고, 바빌로니아인들이 칼데아인이라고 부르는 사제-점성술사들을 임명했는데, 이들은 이집트의 사제들처럼 세금 및 다른 국역에서 면제된다고 주장한다.
파우사니아스에 따르면, 벨루스는 바빌론에 헤라클레스 신전을 세웠다. 한편, 이집트인들은 처음에는 곤봉으로 싸웠지만 나중에 벨루스가 칼을 사용하여 싸우는 방법을 발명했다고 한다. "전쟁"을 뜻하는 라틴어 bellum은 여기서 유래했다.

## 벨루스와 벨 마르두크
파우사니아스는 다음과 같이 썼다.
"만티클로스(<Ruler> Manticlus)는 메세네인들을 위해 헤라클레스 신전을 세웠다; 그 신전은 성벽 밖에 있으며, 신은 헤라클레스 만티클로스라고 불리는데, 이는 리비아의 아몬과 바빌론의 벨루스가 그렇게 불리는 것과 같다. 벨루스는 리비아의 아들인 이집트인에서 유래하고, 아몬은 목자 창시자에서 유래한다. 이리하여 유배된 메세네인들은 그들의 방랑의 끝에 도달했다."
이집트의 벨루스와 마르두크 신인 제우스 벨루스 사이의 이러한 가설적인 관계는, 실제 전통보다는 파우사니아스의 추정일 가능성이 높다. 파우사니아스는 논노스가 나중에 위에서 제시한 바와 같이 리비아의 아들 벨루스와 제우스 아몬 사이의 추정된 연결에 대해 아무것도 모르는 것처럼 보인다.

## 벨루스와 바알
현대 학자들은 벨루스와 북서셈어 '바알'이 서로 연관되어있다고 본다. 벨루스는 리비아와 포세이돈의 아들이었다. '벨'이 숭배되었던 메소포타미아와 에게해는 지리적으로 멀지만, '바알'이 숭배되었던 시리아, 우가리트, 시돈, 가나안과는 무역 관계를 가졌다. 벨로스의 이름은 가나안 신 바알의 메아리인 것이다. 바알은 아카드어 바빌론 문자에서는 "주님"을 의미하는 엔릴로 대체되며, 마르두크와 연결될 수도 있지만, 고대 레반트/가나안 신화에서 가장 가능성 있는 연결은 번개, 폭풍우, 자연의 힘을 속성으로 하는 다산의 신인 바알 하닷이다.

## 내용주
1. ↑  가이우스 율리우스 히기누스, Fabulae 124, 157 & 273
2. ↑  비블리오테카 (위(僞) 아폴로도로스), 2.1.4
3. ↑  비블리오테카 (위(僞) 아폴로도로스), 2.1.4
4. ↑  이오안네스 말랄라스, 2.30
5. ↑  Hyginus, Fabulae 274
6. ↑  Apollodorus, 2.1.4; Hyginus, Fabulae 157;  Scholia on 에우리피데스, 포이니케 여인들 5; 파우사니아스 (지리학자), 4.23.10 (only mentioned Libya as the parent)
7. ↑  Apollodorus, 2.1.4
8. ↑  헤시오도스, 에호이아이 fr. 137 as cited in 스트라본, 1.2.34
9. ↑  Gantz, p. 208; 아테네의 페레키데스 fr. 21 Fowler (2001), p. 289 = FGrHist 3 F 21 = Scholia on 로도스의 아폴로니오스, 3.1177-87f.
10. ↑  이오안네스 트제트제스, Chiliades 7.19
11. ↑  Scholium from the Byzantine-Hellenistic period to Aristophanes, Peace 758, quoted by Ogden (2013b), 98쪽
12. ↑  Diodorus Siculus, 20.41.3-6, Scholia to Aristophanes, Wasps 1035; Commentary 37 to Heraclitus the Allegorist
13. ↑  안토니노스 리베랄리스, 34
14. ↑  논노스, 디오니시아카 3.287 ff.
15. ↑  Nonnus, Dionysiaca 2.686: This can be explained as there are two Phineuses, the first one being the son of Belus and the other, the son of Agenor, thus brother of Cadmus.
16. ↑  디오도로스 시켈로스, 1.28.1
17. ↑  파우사니아스 (지리학자), 4.23.10
18. ↑  Hyginus, Fabulae 274
19. ↑  파우사니아스 (지리학자), 4.23.10
20. ↑  Redfield, 1989, pp. 28 & 30–31